# Ångermanland
Ångermanland (in latino, Angermannia) è una provincia storica (landskap) della Svezia nord-orientale. Confina con le province di Medelpad, Jämtland, Lappland e Västerbotten e si affaccia al mare, a est, sul golfo di Botnia. A livello amministrativo la provincia è compresa principalmente nella contea di Västernorrland e in misura molto minore in quelle di Västerbotten e Jämtland.
Il nome deriva dal vocabolo norreno Anger, che significa "fiordo profondo" e si riferisce alla profonda foce del fiume Ångermanälven.

## Geografia storica
Storicamente, il territorio era suddiviso tra quattro città dotate di statuto e dodici distretti di corte (tingslag). 

Le città erano: Härnösand (che ottenne lo statuto nel 1585), Örnsköldsvik (1893), Sollefteå (1917) e Kramfors (1947).
Le tingslag erano: Arnäs, Boteå, Gudmundrå, Nora, Nordingrå, Nordmaling, Nätra, Ramsele, Resele, Själevad, Sollefteå e Umeå.